# Ulomorpha aridela
Ulomorpha aridela är en tvåvingeart som beskrevs av Alexander 1927. Ulomorpha aridela ingår i släktet Ulomorpha och familjen småharkrankar. Inga underarter finns listade i Catalogue of Life.